# ホセ・エルネスト・ソサ
ホセ・エルネスト・ソサ（José Ernesto Sosa, 1985年6月19日 - ）は、アルゼンチン・サンタ・フェ州カルカラニャー出身のサッカー選手。エストゥディアンテス所属。元アルゼンチン代表である。ポジションはミッドフィールダー。

## 経歴

### クラブ
2002年から2007年までエストゥディアンテス・デ・ラ・プラタでプレー。2006アペルトゥーラの優勝決定プレーオフでは、ボカ・ジュニアーズ相手に直接フリーキックで同点ゴールを挙げ、1983年以来となるリーグ優勝に貢献した。2007年2月24日、2006-07シーズン終了後のバイエルン・ミュンヘンへの移籍が発表され、2月28日には移籍の詳細が公開された。これによると移籍金は600万ユーロであり、将来バイエルンから他クラブに移籍する際に発生した移籍金の10%をエストゥディアンテスが受け取る契約となった。4年契約であり、年俸450万ユーロを受け取る。2009年10月、2010年夏まで古巣エストゥディアンテスにレンタル移籍することが発表された。
2010年8月30日、イタリア・セリエAのSSCナポリと4年契約を結んだ。移籍金は公表されていない。2011年7月26日、ウクライナ・プレミアリーグのFCメタリスト・ハルキウに移籍した。2014年1月1日、エストゥディアンテス時代の恩師であるディエゴ・シメオネが監督を務めるアトレティコ・マドリードへのレンタル移籍が決定。
2016年8月17日、ACミランへ750万ユーロで移籍し2年契約を締結した。ミランではユーティリティ性が評価され一定の出場機会を得たもののレギュラー確保までには至らず、加入2年目の翌2017-18シーズンには大型補強の煽りを受け構想外となった。
2017年9月8日、スュペル・リグのトラブゾンスポルへ買取オプション付きの1年契約でレンタル移籍。移籍決定から2日後の9月10日に行われたゲンチレルビルリイSK戦でトルコデビューを果たしアシストを記録した。
2020年8月21日、契約満了によりフリーでフェネルバフチェに加入し、2年契約を結んだことが発表された。

### 代表
2003年にはU-20アルゼンチン代表として、FIFAワールドユース選手権に出場した。2007年2月28日、アルフィオ・バシーレ監督はアルゼンチン代表にソサを初招集した。「ヨーロッパのビッグクラブに移籍することとアルゼンチン代表に招集されることが夢であった。この木曜日は絶対に忘れない」と語った。2007年3月9日、メキシコとの親善試合で途中出場してデビューを果たした。4月18日のチリ戦で初めて先発出場した。2008年には北京オリンピックに出場して金メダルを獲得した。2010年1月23日のコスタリカとの親善試合では、試合開始10分にヘディングで先制点を挙げ、代表初得点をマークした。

## タイトル

### クラブ
エストゥディアンテス
- プリメーラ・ディビシオン : 2006-07A

バイエルン・ミュンヘン
- DFLリーガポカール : 2007
- DFBポカール : 2007-08
- ブンデスリーガ : 2007-08
- DFLスーパーカップ : 2010

アトレティコ・マドリード
- リーガ・エスパニョーラ : 2013-14

ベシクタシュ
- スュペル・リグ : 2015-16

ミラン
- スーペルコッパ・イタリアーナ : 2016

トラブゾンスポル
- テュルキエ・クパス : 2019-20

### 代表
U-23アルゼンチン代表
- オリンピックのサッカー競技 : 2008 (金メダル)